# Austin North
Austin North (Cincinnati, Ohio, 30 de julio de 1996) es un actor estadounidense, conocido por su papel de Logan Watson en la serie ¡Yo no he sido!. Fue el presentador  de los Premios MovieGuide en 2015.

## Filmografía
| Año               | Título               | Función         | Notas                                                                                  |
| ----------------- | -------------------- | --------------- | -------------------------------------------------------------------------------------- |
| 2011              | Wasabi Warriors      | Ricky Weaver    | "Ricky Weaver" (Temporada 1, Episodio 8)                                               |
| 2012              | Hospital General     | Bodhi           | Sin acreditar                                                                          |
| 2012              | A.N.T. Farm          | Holanda         | "Granja MUTANTE II" (Temporada 2, Episodio 13)                                         |
| 2013              | See Dad Run          | Dean            | "Ver Juego de Papá Duro de Conseguir" (Temporada 1, Episodio 16)                       |
| 2014–15           | ¡Yo no he sido!      | Logan Watson    | Papel principal; 39 episodios                                                          |
| 2015              | Jessie               | Logan Watson    | Estrella invitada especial; "The Ghostest with the Mostest" (Temporada 4, Episodio 18) |
| 2018              | All night            | Oz              | Papel principal; 10 episodios                                                          |
| 2019- actualmente | Outer Banks          | Topper Thronton | Papel principal; 10 episodios                                                          |
| 2023              | Maravilloso desastre | Shepley Maddox  |                                                                                        |
| 2024              | Beautiful Wedding    | Shepley Maddox  |                                                                                        |